# ヨープ・ズートメルク
ヨープ・ズートメルク（Gerardus Joseph ("Joop") Zoetemelk。1946年12月3日- ）はオランダ生まれの元自転車競技ロードレース選手。
1968年に行われたメキシコシティーオリンピックのロードチームタイムトライアルでオランダに金メダルをもたらし、翌年プロ入り。1970年のツール・ド・フランスでは初出場ながらもエディ・メルクスに続く総合2位に入る。
しかし、メルクス、さらにベルナール・イノーの壁が厚く、ツール・ド・フランスでは総合2位の回数が6回を数えたことから、「万年2位」と言われたこともあった。さらに1974年にはレース中の大怪我に見舞われたことが原因で選手生命を脅かされたり、また、1977年、1979年のツールでは、ドーピング検査で陽性反応が出たこともあった（当時は今とは違って、区間記録は取り消されたものの、総合記録は完走時間記録に10分間のペナルティーが課せられるだけだった）。
だが1980年のツールでは、イノーの途中棄権に助けられたとはいえ10回目の出場にして悲願の総合初優勝を果たし、その後も38歳で世界自転車選手権（1985年）、40歳でアムステルゴールドレース（1987年）を制するなど、1987年に引退するまで、長期間に亘って第一線で活躍を続けた。また、1979年にはブエルタ・ア・エスパーニャでも総合優勝を果たしている他、数多くのステージ、クラシックレースを制覇した。ツール・ド・フランス出場16回ならびに完走16回は大会記録である。
引退後、1996年から2006年のブエルタまで、ラボバンクチームの監督を務めた。

## 主な戦績
1968（アマチュア時代）
- メキシコオリンピックロードチームタイムトライアル優勝

1969
- ツール・ド・ラブニール総合優勝

1970
- ツール・ド・フランス1970総合2位

1971
- ツール・ド・フランス1971総合2位。総合首位1日。
- ブエルタ・ア・エスパーニャ: 山岳賞
- オランダ 国内選手権優勝

1972
- ツール・ド・フランス1972総合5位

1973
- ツール・ド・フランス1973総合4位。総合首位1日。2区間優勝。
- オランダ 国内選手権優勝

1974
- パリ～ニース総合優勝。
- ツール・ド・ロマンディ総合優勝。

1975
- ツール・ド・フランス1975総合4位。1区間優勝。
- パリ～ニース総合優勝。

1976
- ツール・ド・フランス1976総合2位。3区間優勝
- フレッシュ・ワロンヌ優勝

1977
- ツール・ド・フランス1977総合8位。
- パリ～ツール優勝。

1978
- ツール・ド・フランス1978総合2位。総合首位4日。1区間優勝。

1979
- ブエルタ・ア・エスパーニャ総合優勝。
- ツール・ド・フランス1979総合2位。総合首位6日。1区間優勝。
- パリ～ニース総合優勝。
- パリ～ツール優勝。
- クリテリウム・アンテルナシオナル総合優勝。

1980
- ツール・ド・フランス1980総合優勝。総合首位10日。2区間優勝。

1981
- ツール・ド・フランス1981総合4位。

1982
- ツール・ド・フランス1982総合2位

1985
- 世界自転車選手権優勝。
- ティレーノ～アドリアティコ総合優勝。

1987
- アムステルゴールドレース優勝。

## その他
- オランダ スポーツマンオブザイヤー2回受賞（1980・1985）